# Македонці в Республіці Сербській
Македонці у Республіці Сербській (серб. Македонци у Републици Српској, мак. Македонци во Република Српска) — громадяни македонського походження, які проживають і працюють на території Республіки Сербської. Македонці визнані однією з 12 національних меншин Республіки Сербської, їх інтереси захищає Рада національних меншин Республіки Сербської. У Республіці Сербській проживає 341 македонець, за даними перепису населення 2013 року.

## Історія
Македонці з'явилися на території Республіки Сербської в початку XX століття. Хоча більша їх частина збиралася відкрити тут свою справу, багато македонців залишилися тут жити зі своїми родинами. Довгий час у країні не було культурного товариства, однак македонці зберегли свою мову і культуру. Велика кількість македонців переселилося на територію Республіки Сербської після Другої світової війни, осівши в таких містах, як Баня-Лука, Требинє, Добой, Бієліна, Прієдор, Дервента і Зворник, однак найбільше македонців проживає в місті Баня-Лука.

## Культура
Македонці сповідують православне християнство, як і серби, є прихожанами Сербської православної церкви. Головним культурним товариством македонців є Товариство македонців Республіки Сербської: туди входять етнічні македонці, так і ті представники інших народів, хто цікавиться македонською історією, культурою і мовою. З'явилося в 2002 році, налічує понад 170 осіб. До нього існувало Товариство будівельників сербсько-македонської дружби, засноване в 2000 році. Метою заснування Товариства дружби було встановлення зв'язків між Республікою Сербською і Республікою Македонією.
Існує культурне товариство македонців «Вардар», центр якого — Баня-Лука. Воно бере участь в Оглядах національних меншин, представляючи свою культуру на міжкультурних зустрічах. Щорічно 11 жовтня товариством проводяться пам'ятні заходи на честь партизанських командирів і відомих битв Народно-визвольної війни в Югославії. Жителі відзначають День Іллі, як і багато інших македонських народних свят.

## Відомі особистості
- Васко Йорданов, виробник музичних народних інструментів, лідер музичного народного ансамблю «Белегзія»[4].
- Весна Темелкоська-Вукович, голова Ради національних меншин Республіки Сербської.